# Adolf Pidljašeckyj
Adolf Pidljašeckyj, cyrilicí Адольф Підляшецький, uváděn též jako Adolf Podlaszecki (7. prosince 1839 – 21. října 1912) byl rakouský soudce a politik rusínské (ukrajinské) národnosti z Haliče, na konci 19. století poslanec Říšské rady.

## Biografie
Profesí byl advokátem.
Byl i poslancem Říšské rady (celostátního parlamentu Předlitavska), kam usedl ve volbách roku 1891 za kurii venkovských obcí v Haliči, obvod Kolomyja, Sniatyn atd. Ve volebním období 1891–1897 se uvádí jako Adolf Podlaszecki, rada c. k. zemského soudu, bytem Lvov.
Ve volbách roku 1891 se uvádí jako rusínský kandidát. Zasedal v Rusínském klubu.